# Mugilogobius paludis
Mugilogobius paludis är en fiskart som först beskrevs av Whitley, 1930.  Mugilogobius paludis ingår i släktet Mugilogobius och familjen smörbultsfiskar. Inga underarter finns listade i Catalogue of Life.